# Palle Katring-Rasmussen
Palle Katring-Rasmussen er en dansk forretningsmand og tidligere professionel fitness-atlet. Han vandt i sin aktive karriere VM-guld i 2003, 2004 og 2008 og vandt endvidere titlen som Mr. Universe i både 2008 og 2010. 
Katring-Rasmussen trak sig tilbage fra sporten i 2010 og lever i dag som aktiv investor, strateg, forretningsudvikler og professionelt bestyrelsesmedlem. Han er desuden aktiv amatørtryllekunstner samt foredragsholder. 
Palle Katring-Rasmussen er bedst kendt i offentligheden for sin rolle som bestyrelsesformand for Fodboldselskabet A/S, som i 2010 erhvervede aktiemajoriteten i den engelske fodboldklub Croydon Athletic.
 Der er for få eller ingen kildehenvisninger i denne artikel, hvilket er et problem. Du kan hjælpe ved at angive troværdige kilder til de påstande, som fremføres i artiklen.